# Henry Cabot Lodge
Henry Cabot Lodge (Beverly, Massachusetts, 1850.május 12. – Cambridge, Massachusetts, 1924. november 9.) amerikai politikus.

## Élete

### Ifjúkora
Lodge 1850-ben született Bostonban, Massachusetts állam fővárosában.
Tanulmányait szülővárosában végezte, majd a  híres Harvard Egyetem hallgatója volt. 1876-ban diplomázott le, mint a politikatudományok doktora. Tapasztalatszerzés és ügyvédi gyakorlata során sokat utazott, Európa nagy részét beutazta majd visszatért az Államokba. Ekkortájt újságíróként tevékenykedett a North American Wiev-nál amelynek főszerkesztő helyettesi feladatait töltötte be. 

### Családja
Édesapja John Ellerton Lodge, édesanyja Anna Cabot volt. 1871-ben vette feleségül  Anna Cabot Mills Davis-t. Tőle három gyermeke született:
- Constance Davis Lodge (1872 - ?)
- George Cabot Lodge (1873 - ?)
- John Ellerton Lodge (1876 - ?)

### Pályafutása
Politikai pályafutásának kezdetét azt tekinthetjük mikor 1880-ban a Massachusetts állami képviselőház tagjává választották. Ezen pozícióját egy évig töltötte be. Sikeres politizálás után 1887-ben az Egyesült Államok képviselőházának tagja lett, mely pozíciót 1893-ig töltötte be. Ekkortól a Szenátus tagja volt s ezen pozícióját 1924-ig megőrizte, tehát szokatlanul hosszú időt, több mint harminc évet volt szenátusi tag.
Mikor 1918-ban a Republikánus Párt megszerezte a Kongresszus feletti uralmat, már képesek voltak megakadályozni Wilson elnök politikáját. Lodge, aki ekkoriban a szenátus külügyi bizottságának elnöke volt annak a kampánynak élére állt amelyet a háború befejezésekor a Demokrata Párt meghirdetett. Ennek értelmében a republikánusok által tett javaslatoknak is be kellett volna kerülnie a trianoni békeszerződésbe. A kampány huzamosabb ideig sikeresnek tűnt, azonban Wilson elnök határozott fellépése miatt a republikánusok végül meghátrálásra kényszerültek.
1921-ben tagja volt azon Washingtonba küldött delegációnak amelynek tagjai egy fegyverzeti korlátozásról szóló javaslatot terjesztettek a kormány elé.
1924-ben hunyt el, életének 74. évében.

### Publikációi
- 1877 Life and letters of George Cabot
- 1882 Alexander Hamilton
- 1883 Daniel Webster
- 1889 George Washington
- 1891 Boston
- 1895 Hero tales from American history
- 1898 The story of the Revolution. (2 volumes). Charles Scribner's Sons.
- 1902 A Fighting Frigate, and Other Essays and Addresses. Charles Scribner's Sons.
- 1906 A Frontier Town and Other Essays". Charles Scribner's Sons.
- 1909 The Best of the World's Classics, Restricted to Prose
- 1913 Early Memories. Charles Scribner's Sons.
- 1915 The Democracy of the Constitution, and Other Addresses and Essays. Charles Scribner's Sons.
- 1919 Theodore Roosevelt. Houghton Mifflin.
- 1921 The Senate of the United States and other essays and addresses, historical and literary
- 1925 The Senate and the League of Nations

## Képgaléria

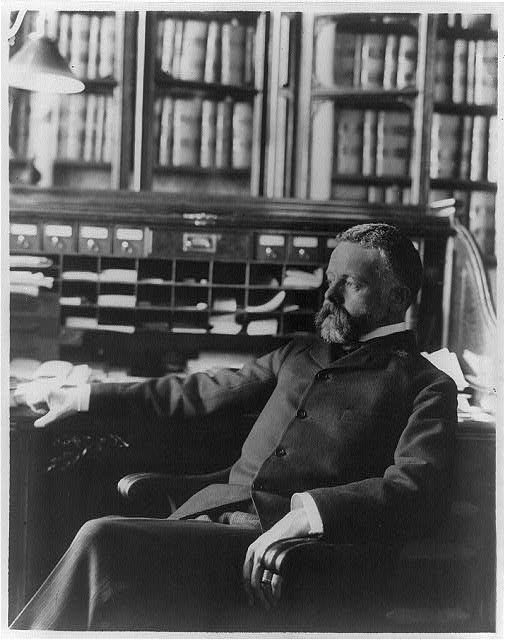
Cabot Lodge 1900 körül
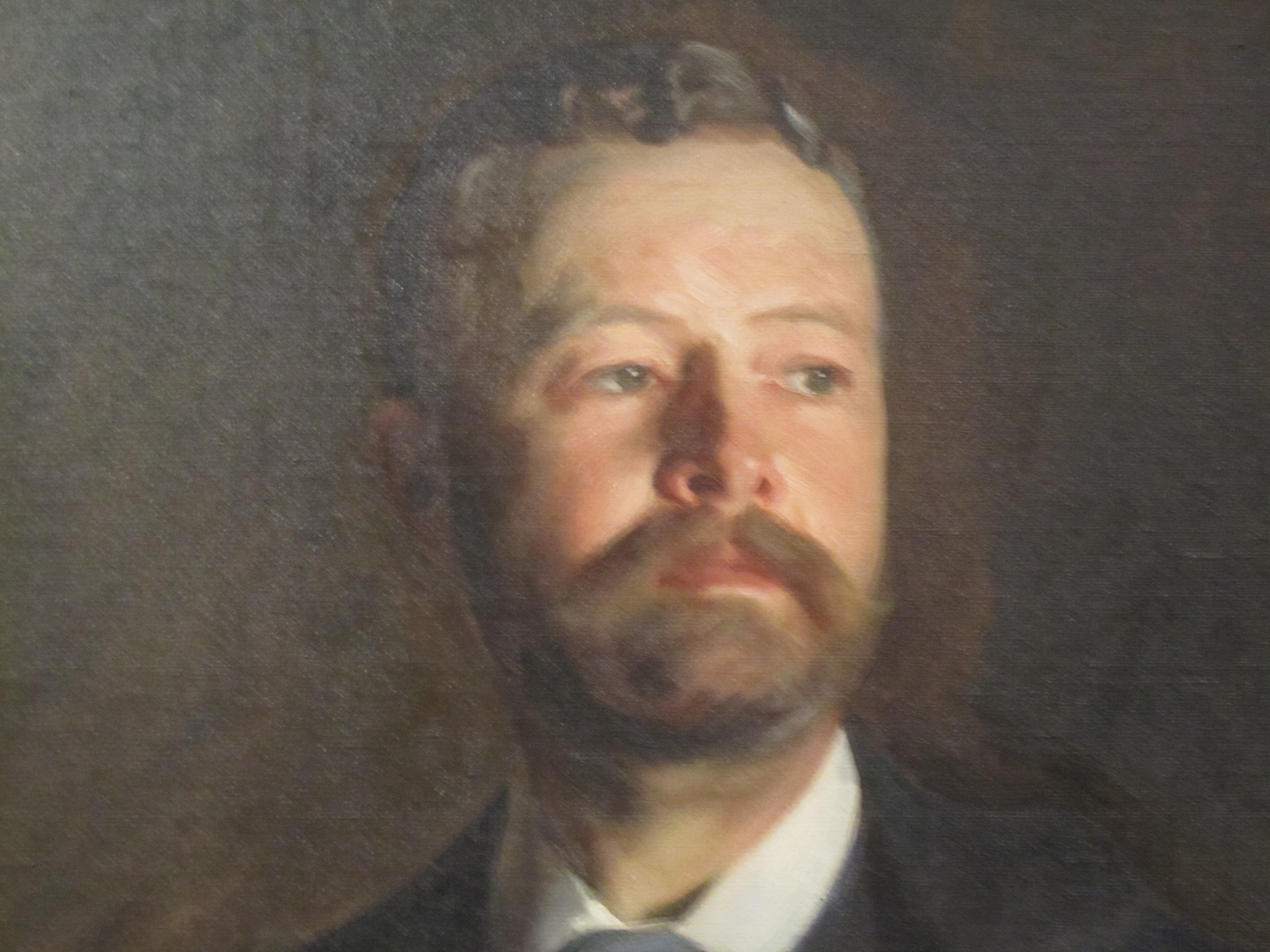
Lodge-ról készült portré
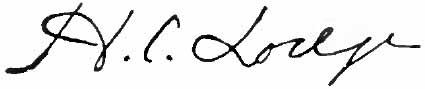
Aláírása (1900)